# Réserve naturelle de Ryggsåsen
La réserve naturelle de Ryggsåsen  est une réserve naturelle norvégienne qui est située dans le municipalité de Holmestrand, dans le comté de Vestfold.

## Description
La réserve naturelle de 1,422 km2 a été créée en 2015. Elle est située à l'ouest de Holmestrand.
Elle constitue l'une des plus grandes zones avec une forêt de hêtres plus riche à Vestfold. De grandes parties sont dominées par la forêt de hêtres, tandis que d'autres parties ont une forêt de feuillus plus mixte avec beaucoup de hêtres. Ryggsåsen a un substrat rocheux modérément riche et des roches porphyriques assez altérées. Dans les flancs pierreux, le long des buttes et sous les parois rocheuses, il y a une riche forêt de feuillus avec des frênes, des érables, des ormes et des tilleuls. De temps en temps, dans les zones plus humides, on trouve aussi une forêt d'aulne noir.